# Justyna Kozdryk
Justyna Kozdryk (ur. 4 marca 1980 w Grójcu) – polska sztangistka, medalistka igrzysk paraolimpijskich, mistrzostw świata i Europy.

## Życiorys
Zdiagnozowano u niej achondroplazję, mierzy 116 cm. Ukończyła studia z zakresu surdopedagogiki na Akademii Pedagogiki Specjalnej im. Marii Grzegorzewskiej w Warszawie. Została pracownikiem cywilnym policji w Grójcu.
Została zawodniczką Gminnego Klubu Sportowego Kraska Jasieniec oraz RSSiRON „START” Radom. W podnoszeniu ciężarów startuje w kategoriach do 44 lub do 45 kg. Jej trenerami zostali Mirosław Malec i na poziomie kadry narodowej Mariusz Oliwa.
Pierwszy sukces międzynarodowy osiągnęła w 2005 podczas mistrzostw Europy w Kawali, gdzie zdobyła srebrny medal. Rok później zdobyła pierwszy srebrny medal na mistrzostwach świata w Pusan, osiągając wynik 85 kilogramów i tracąc do zwyciężczyni 7,5 kilograma.
W 2008 na Letnich Igrzyskach Paraolimpijskich w Pekinie również zajęła drugie miejsce. W kolejnych latach wywalczyła m.in. dwa tytuły mistrzyni Europy. W 2021 po raz drugi w karierze została medalistką igrzysk paraolimpijskich, zdobywając w Tokio brązowy medal.

## Odznaczenia
- Krzyż Kawalerski Orderu Odrodzenia Polski – 2024[5]
- Złoty Krzyż Zasługi – 2008[6]

## Osiągnięcia sportowe
Letnie igrzyska paraolimpijskie
- Pekin 2008: srebrny medal w kategorii do 44 kg[1]
- Tokio 2020: brązowy medal w kategorii do 45 kg[4]

Mistrzostwa świata
- 2006: srebrny medal (–44 kg)
- 2010: srebrny medal (–44 kg)
- 2014: srebrny medal (–45 kg)[1]

Mistrzostwa Europy
- 2005: srebrny medal (–44 kg)
- 2007: srebrny medal (–44 kg)
- 2013: złoty medal (–45 kg)
- 2015: srebrny medal (–45 kg)
- 2018: srebrny medal (–45 kg)[1]